# The Imitation Game. Jocul codurilor
The Imitation Game. Jocul codurilor este un film american de dramă istorică din 2014 regizat de Morten Tyldum și cu scenariul scris de Graham Moore, bazat pe biografia lui Alan Turing: The Enigma de Andrew Hodges (care anterior a fost adaptat după piesa de teatru și drama BBC Încălcarea Codului). Benedict Cumberbatch joacă în rolul lui Alan Turing. Din distribuție mai fac parte Keira Knightley, Matthew Goode, Rory Kinnear, Charles Dance și Mark Strong.
Filmul a primit un premiu și 7 nominalizări Oscar, 5 nominalizări Globul de Aur, 9 nominalizări BAFTA, și o nominalizare din partea Academiei Europeane de Film. 

## Distribuție
- Benedict Cumberbatch - Alan Turing
- Keira Knightley - Joan Clarke[13]
- Matthew Goode - Hugh Alexander[14]
- Rory Kinnear - Detectivul Nock[15]
- Allen Leech - John Cairncross[16]
- Matthew Beard - Peter Hilton[17]
- Charles Dance - Cdr. Alastair Denniston
- Mark Strong - Maj. Gen. Stewart Menzies[18]
- James Northcote - Jack Good
- Steven Waddington - Supt Smith
- Tom Goodman-Hill - Sgt. Staehl
- Alex Lawther - tânărul Alan Turing
- Jack Bannon - Christopher Morcom
- Tuppence Middleton - Helen Stewart
- David Charkham - tatăl lui Joan, William Kemp Lowther Clarke
- Victoria Wicks - mama lui Joan, Dorothy Clarke

## Legături externe
- Site web oficial
- The Imitation Game la Internet Movie Database
- The Imitation Game la Rotten Tomatoes
- The Imitation Game la Metacritic
- The Imitation Game la Box Office Mojo